# Słomianka (przystanek kolejowy)
Słomianka – przystanek kolejowy w Gawronach, (powiat opoczyński) w województwie łódzkim, w Polsce. Na stacji zatrzymują się pociągi jeżdżące na trasie Łódź Kaliska – Opoczno.

## Ruch pasażerski
| Rok  | Wymiana pasażerska na dobę |
| ---- | -------------------------- |
| 2017 | 0-9                        |
| 2022 | 0-9                        |